# Guillem I d'Urgell
Guillem I d'Urgell fou vescomte d'Urgell (977-1035) que succeí al seu pare Miró I d'Urgell cap al 975.
Es va casar dues vegades: la primera vegada amb una dama anomenada Sancha, i la segona amb Ermengarda de Pallars. De la primera va tenir dos fills, el seu successor Miró II d'Urgell i Riquilda. Va morir cap a 1035.
És el segon vescomte d'Urgell que apareix documentat. Era fill de Miró I i de Riquilda. Guillem I va rebre, el 989, del comte Borrell II de Barcelona i Urgell, la vall de Castell-lleó que més tard fou Castellbò, on s'establirà definitivament, entrat ja el segle xii, la casa vescomtal de l'Alt Urgell. Diem Alt Urgell per haver sorgit un segon vescomte d'Urgell en ser ocupat el Baix Urgell, que es denominarà Àger.
Es va casar amb Sança, amb qui va tenir dos fills, Miró II i Bernat Guillem, que fou bisbe d'Urgell. Va morir vers el 1035.
En la documentació dels anys 981-1010 de l'Arxiu Capitular de la Seu d'Urgell, publicada a Urgellia, 3, se'ns donen més notícies sobre el vescomte Guillem i la seva muller Sança: números 238 (testament), 243, 244, 258 on apareix un alou situat al terme del castell de Solsona venut per la vescomtessa Sança al bisbe Salla i signant l'escriptura el vescomte Guillem, i 270.